# Internationella kommissionen för riddarordnar
Internationella kommissionen för riddarordnar, IKR (International commission for orders of chivalry, ICOC), bildades i augusti 1960 vid den femte internationella kongressen för genealogi och heraldik som hölls i Stockholm under beskyddarskap av H K H Prins Bertil och med den svenske statsheraldikern Gunnar Scheffer som generalsekreterare.
Konferensen var en av flera sammankomster för forskare och andra intresserade av genealogi och heraldik. Kommissionens verksamhetsområde växte gradvis fram under ett par år och idag har man som uppgift att utvärdera och fastställa olika riddarordnars legitimitet. I en rapport från kongressens kommission för statlig heraldik föreslogs att man borde ta fram en lista, åtminstone en tillfällig, över oberoende och dynastiska riddarordnar, m.m. Efter presentationen av denna lista vid den sjätte internationella kongressen för genealogi och heraldik 1962 i Edinburgh, där friherre Carl Hamilton var vice ordförande, presenterades listan och kommissionen permanentades därefter. Kommissionens uppgifter fastställdes och att den skulle utgöra en oberoende sammanslutning av ledande experter inom områdena riddarordnar, genealogi och heraldik.
Kommissionen har sitt säte i Milano och sitt sekretariat i San Marino. Ordförande (1999) är Pier Felice degli Uberti. 

## Kriterier
IKR har enats kring följande kriterier för att kallas riddarorden:
1. Varje självständig stat har rätt att instifta sina egna förtjänstordnar och -dekorationer och att fastställa deras särskilda stadgar. Det måste dock vara klart att endast de högre graderna av sådana statsordnar kan sägas vara av ridderlig rang, förutsatt att de förlänas av staten eller av en "pro tempore"-ledare av en traditionell stat.
2. Dynastiska (eller familje- eller hus-) ordnar som jure sanguinis tillhör ett suveränt furstehus (det vill säga härskande eller f.d. härskande furstehus vars suveräna rang erkändes vid Wienkongressen 1814 eller senare) behåller sin fulla historiska, ridderliga, nobla och sociala giltighet, oberoende av alla politiska förändringar. Det är därför ansett som ultra vires att någon republikansk stat skulle genom lagstiftning eller administrativ praxis att blanda sig i furstliga dynastiska familje- eller husordnar. Att de inte erkänns officiellt av nya regeringar påverkar inte deras traditionella validitet eller deras accepterade status i internationella heraldiska, ridderliga eller adliga kretsar.
3. Det är allmänt erkänt av jurister att sådana exsuveräner som inte har abdikerat har en annan position än tronpretendenter och att de under sin livstid bibehåller sin fulla rätt som fons honorum vad avser även sådana ordnar som de är stormästare över som i annat fall skulle klassificeras som stats- och förtjänstordnar.
4. Även om privatpersoner av hög ställning gång i tiden kunde instifta och verkligen instiftade några oberoende riddarordnar, några som i sinom tid kom att få avsevärd prestige och erhöll formell validitet från kyrkan och kronan, så har sådana rättigheter att instifta ordnar för länge sedan kommit ur bruk och nuförtiden måste riddarordnar enligt IKR:s syn alltid stamma från eller genom lång och oavbruten tradition stå under beskyddarskap av huvudmän eller av furstehus med erkänd suverän rang.
5. Staters och övernationella organisationers erkännande av ordnar vilka själva inte har egna ordnar, och i vilkas konstitutioner inga föreskrifter finns för erkännande av ridderliga och adliga institutioner, kan inte accepteras som varande validering av suveräniteter, eftersom just sådana suveräniteter har avsagt sig utövandet av heraldisk jurisduktion. En ordens internationella status vilar i själva verket på rättigheterna hos fons honorum, vilka, enligt traditionen, måste tillhöra den auktoritet genom vilken just denna orden förlänas, beskyddas eller erkänns.
6. Den enda existerande orden med prerogativet suverän är den av S:t Johannes av Jerusalem, benämnd av Rhodos, benämnd av Malta, vars internationella högkvarter överfördes till Rom 1834, och vars internationella diplomatiska status som en oavhängig icke-territoriell stat är erkänd officiellt av Heliga Stolen och av många andra regeringar.[2][3]

## Svenska medlemmar av kommissionen[4]
- ordenshärolden vid Kungl. Maj:ts Orden, f.v. bitr. generalsekreteraren Jonas Arnell-Szurkos (2020-)
- f.v. statsheraldikern, kammarherren Henrik Klackenberg (2016-)
- f.v. riddarhusgenealogen, f.v. ordenshistoriografen vid Kungl. Maj:ts Orden Per Nordenvall (2004-)

## Riddarordnar m.m. i Sverige som uppfyller IKR:s kriterier

### Oberoende orden
- Suveräna Malteserorden (SMaltO)

### Halvoberoende ordnar
- Påvliga Heliga gravens orden (PåvlHGO)
- Johanniterorden i Sverige (JohO)

### Dynastisk orden
- Kungl. Italienska S:t Mauritius- och Lazarusorden (ItS:tMLO)
- Kungl. Neapolitanska S:t Georgsorden (NeapS:tGO)

### Annan institution av ridderlig karaktär
- Kungl. Italienska Savojens förtjänstorden (ItSavFO)
- Kungl. Portugisiska S:t Mikaelsorden (PS:tMO)[5] [6]
- Ungerska Vitézorden
- Kungl. Georgiens Örn- och Tunikeorden (GeÖTO)

### Annan adlig sammanslutning
- Vadstena adliga jungfrustift (VAJS)